# Stéphane Lémeret
Stéphane Lémeret, né le 4 septembre 1973 à Bruxelles est un journaliste et pilote automobile belge. En activité depuis 1994, il s'est spécialisé dans les courses d'endurance. En 2016, il comptabilise 20 participations aux 24 Heures de Spa, course à laquelle il finit 3 fois à la seconde place, une aux 24 Heures du Mans en Porsche et 3 saisons en Blancpain GT series. En 2016, il devient le premier champion TCR Benelux en Honda. En 2017, il remporte le championnat GT de l’Asian Le Mans Series sur une Ferrari.

## Biographie
Début 2009, il est titularisé au sein de l'équipe américaine Full Speed Racing pour piloter la Saleen S7-R en championnat FIA GT.
En 2010, il termine deuxième des 24 Heures de Dubaï, dans la catégorie SP2.
Fin 2016, il remporte la catégorie GT aux 4 Heures de Fuji, course du championnat Asian le Mans Series.

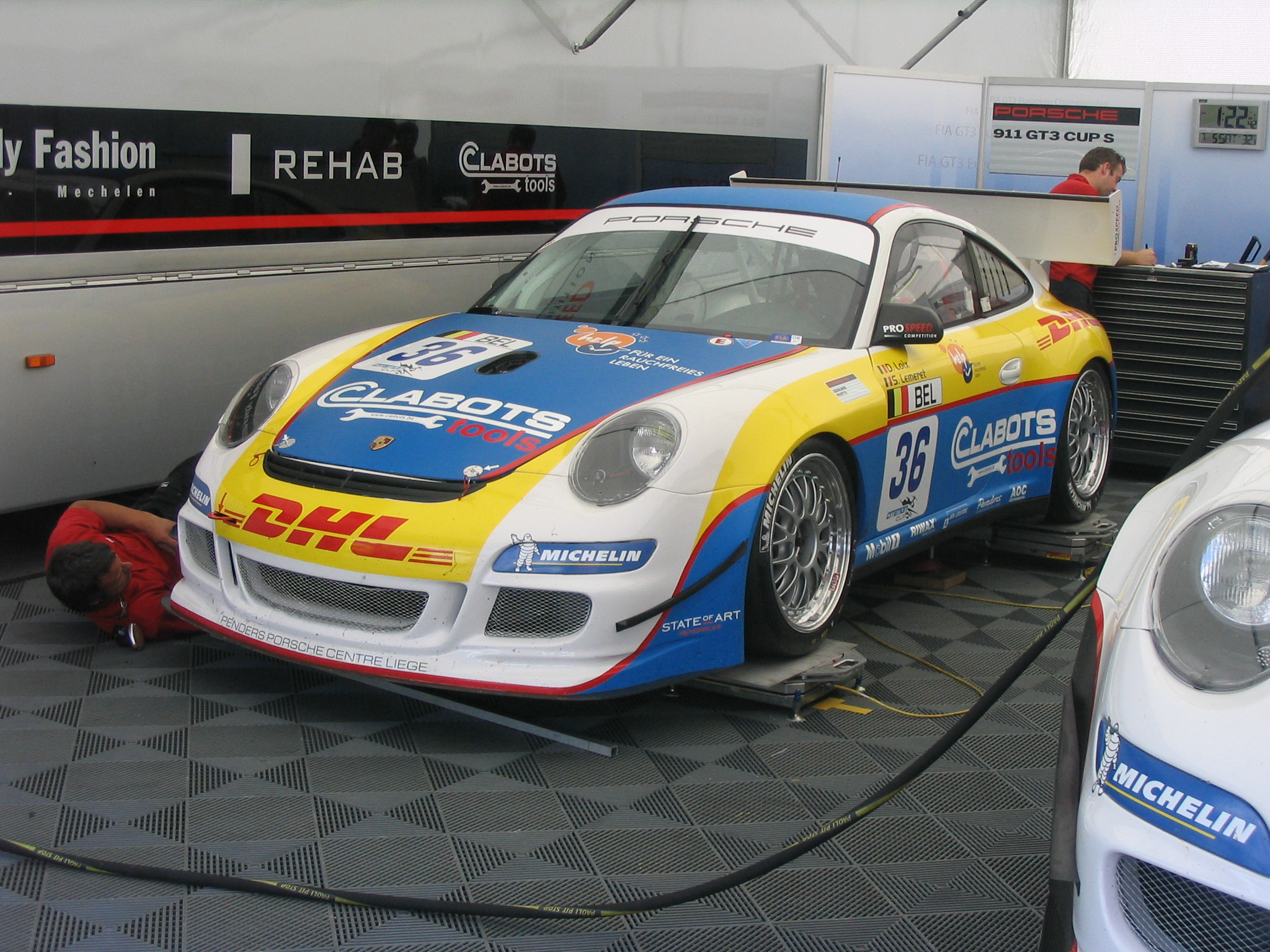
Porsche 911 GT3 Cup S (997) exploitée par Prospeed Competition, et piloté par Stéphane Lémeret et David Loix, en championnat d'Europe FIA GT3 lors de la manche d'Oschersleben, en 2008.

Toujours en 2017, il participe pour la première fois aux 24 Heures du Mans sur une Porsche 911 RSR. Il n'a pas l'occasion de piloter la voiture en course du fait d'un accident survenu aux 18e tour avec Khaled Al Qubaisi au volant et contraignant à l'abandon l'équipage.

## Résultats

### Palmarès
2016 :
- TCR Benelux : Champion

2016-2017 : 
- Champion « Asian Le Mans Series »
- [6],[7],[8],[9],[10]

### Résultats aux 24 Heures du Mans
| Année | Équipe                | Équipiers                       | Voiture               | Classe | Tours | Pos. | Class Pos. |
| ----- | --------------------- | ------------------------------- | --------------------- | ------ | ----- | ---- | ---------- |
| 2017  | Dempsey-Proton Racing | Khaled Al Qubaisi Klaus Bachler | Porsche 911 RSR (991) | GTE Am | 18    | Abd  | Abd        |